# Jean-François Houbigant
Jean-François Houbigant, né le 21 décembre 1752 à Paris, mort le 22 octobre 1807 dans la même ville, est un parfumeur français. Il est le fondateur de la société Houbigant, l'une des plus anciennes maisons françaises de parfums.

## Biographie
C'est le 21 décembre 1752 à Paris que naît Jean-François de Nicolas Houbigant et de Geneviève Roulinat, domestiques. Sa mère travaille pour la duchesse de Charost qui possède un hôtel particulier au 39 de l’actuelle rue du Faubourg-Saint-Honoré. Il est dit que sa patronne est d’une grande bonté et qu’elle prit son fils sous son aile en lui donnant de l'instruction et un petit pécule pour démarrer dans la vie.
À cette époque, la mode des eaux parfumées, des poudres et des fards bat son plein principalement à cause des odeurs pestilentielles des rues de Paris et de ses habitants. Cependant dans cette seconde moitié du XVIIIe siècle, il est aussi de bon ton de se poudrer à outrance et de colorer ses joues d'un rouge vif. Hommes et femmes veulent plaire et ne pas paraître vieillir. Alors en âge de travailler, le jeune Jean-François se dirige vers ce métier, qui est régi par les statuts de la communauté des marchands gantiers-parfumeurs et qui sont ceux qui ont le droit de faire et vendre toutes sortes de parfums, poudres, pommades, pâtes pour blanchir et nettoyer la peau, savonnettes, eaux de senteurs, gants, mitaines et étoffes de peau.
Jean-François Houbigant se formera donc chez un maître parfumeur, M. Deschamps, pour pouvoir ouvrir sa boutique et y vendre ses propres produits. Il choisit un quartier et une rue très en vogue où de nouveaux hôtels particuliers sont en pleine construction comme l'Hôtel d'Evreux, qui devint plus tard le Palais de l’Élysée, l'Hôtel de Beauvau, l'Hôtel d'Edmond de Rothschild, etc. À 23 ans, il y loue donc une boutique et prend comme entête de ses factures et nomenclature de ses produits la phrase suivante : «  Houbigant, marchand parfumeur, tient fabrique et magasin de gants, poudres, pommades et parfums, ainsi que le véritable rouge végétal, qu’il a porté au plus haut degré de perfection ; il fait et fournit les corbeilles de mariage et baptêmes avec assortiment complet ».
En ce temps-là, les parfums se trouvent soit sur la table de toilette dans de grands coffres, appelés « nécessaires », soit dans les poches de la coquette, alors qualifiés de « nécessaires de poche ». Le livre de compte de Jean-François Houbigant de 1777 à 1782 prouve qu’une grande partie de la noblesse vient se servir chez lui. On retrouve par exemple les noms de la duchesse de Charost, le chevalier Jean de Manville, la vicomtesse de Sainte Hermine, le marquis de la Rochelambert, le vicomte de Choiseul, la marquise d’Erneville, l’abbé d’Osmond, la comtesse de Matignon, etc. Ayant maintenant établi un peu mieux sa situation, il épouse en juin 1781 Nicole Adélaïde Deschamps et le couple attendra 1790 pour avoir son unique enfant, Armand-Gustave Houbigant.
C’est le 22 octobre 1807 , à l’âge de 55 ans, que s’éteint Jean-François Houbigant en laissant un fonds de commerce florissant à sa femme. Cependant pour continuer l'œuvre de son défunt mari, Nicole Adélaïde n'aura pas d'autre choix que de se remarier en 1808 avec le premier commis de la boutique, François Magny, comme les statuts de cette profession le voulaient.